# 凯特·威尔逊-史密斯
凯特·威尔逊-史密斯（英語：Kate Wilson-Smith，1979年1月9日—），澳大利亚女子羽毛球运动员。她曾代表澳大利亚参加1998年、2002年、2006年和2010年英联邦运动会羽毛球比赛，获得二枚铜牌。